# Lacchini (cràter)
Lacchini és un cràter d'impacte pertanyent a la cara oculta de la Lluna. Es troba a l'hemisferi nord, just darrere de l'extremitat nord-oest de la zona visible des de la Terra. Aquesta part de la superfície lunar a vegades es pot observar en condicions favorables de libració i il·luminació, però fins i tot en aquests moments, només es veu el lateral del cràter.

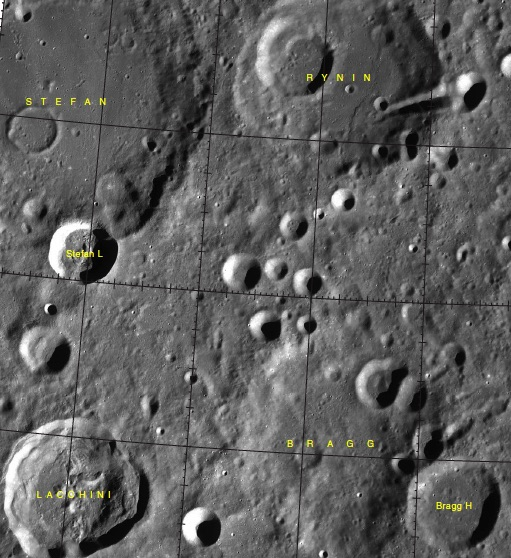
Localització de Lacchini (inferior esquerra de la imatge)
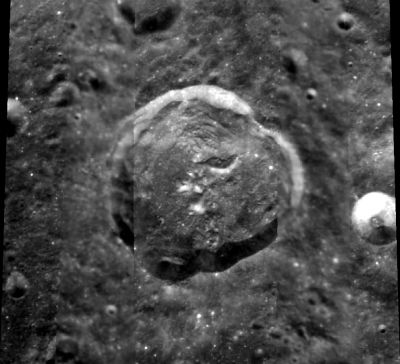
Fotografia de la missió Clementine (1994)

A menys d'un diàmetre cap a l'est apareix el cràter més gran Bragg. A nord es troba Stefan, i més a sud-est es localitza la plana emmurallada de Lorentz. A l'oest de Laccini es troba Landau, una altra plana emmurallada.
La vora exterior de Lacchini és aproximadament circular, amb protuberàncies cap al sud i l'est. La vora és esmolada i no apareix erosionada significativament. Les parets interiors s'han desplomat en gran part de la seva circumferència, formant un anell irregular de talussos sobre el sòl interior. Inclou algunes crestes baixes prop del punt miig i en la meitat est de la plataforma interior.